# 82346 Hakos
82346 Hakos este un asteroid din centura principală de asteroizi.

## Descriere
82346 Hakos este un asteroid din centura principală de asteroizi. A fost descoperit pe 10 iunie 2001 la Hakos de D. Husar. Asteroidul prezintă o orbită caracterizată de o semiaxă mare de 2,25 ua, o excentricitate de 0,21 și o înclinație de 5,1° în raport cu ecliptica.